# Ferwoude
Ferwoude (Fries: Ferwâlde) is een dorp in de gemeente Súdwest-Fryslân, in de Nederlandse provincie Friesland. Ferwoude ligt ten noorden van Workum en ten zuidoosten van Gaast. Het dorp ligt aan het kanaal de Djippert. In 2023 telde het dorp 220 inwoners. Onder het postcodegebied van het dorp vallen de buurtschappen Doniaburen, Scharneburen en Wonneburen.

## Geschiedenis
Ferwoude is een laaggelegen komdorp en had vroeger uitgestrekte landerijen met veel boerderijen, waardoor het een belangrijke stem had in de grietenij Wonseradeel. Veeteelt was de belangrijkste bron van inkomen.
In de 13e eeuw werd de naam van de plaats gespeld als Forwalda, in 1315 als Vorwalde, in 1333 als Forwalde, in 1399 als Werwoude, in 1496 als Forwolde en in 1511 als Ferwalde. De naam zou kunnen duiden op een dichtbij gelegen moerasbos. Tot 2011 maakte Ferwoude deel uit van de toenmalige gemeente Wonseradeel.

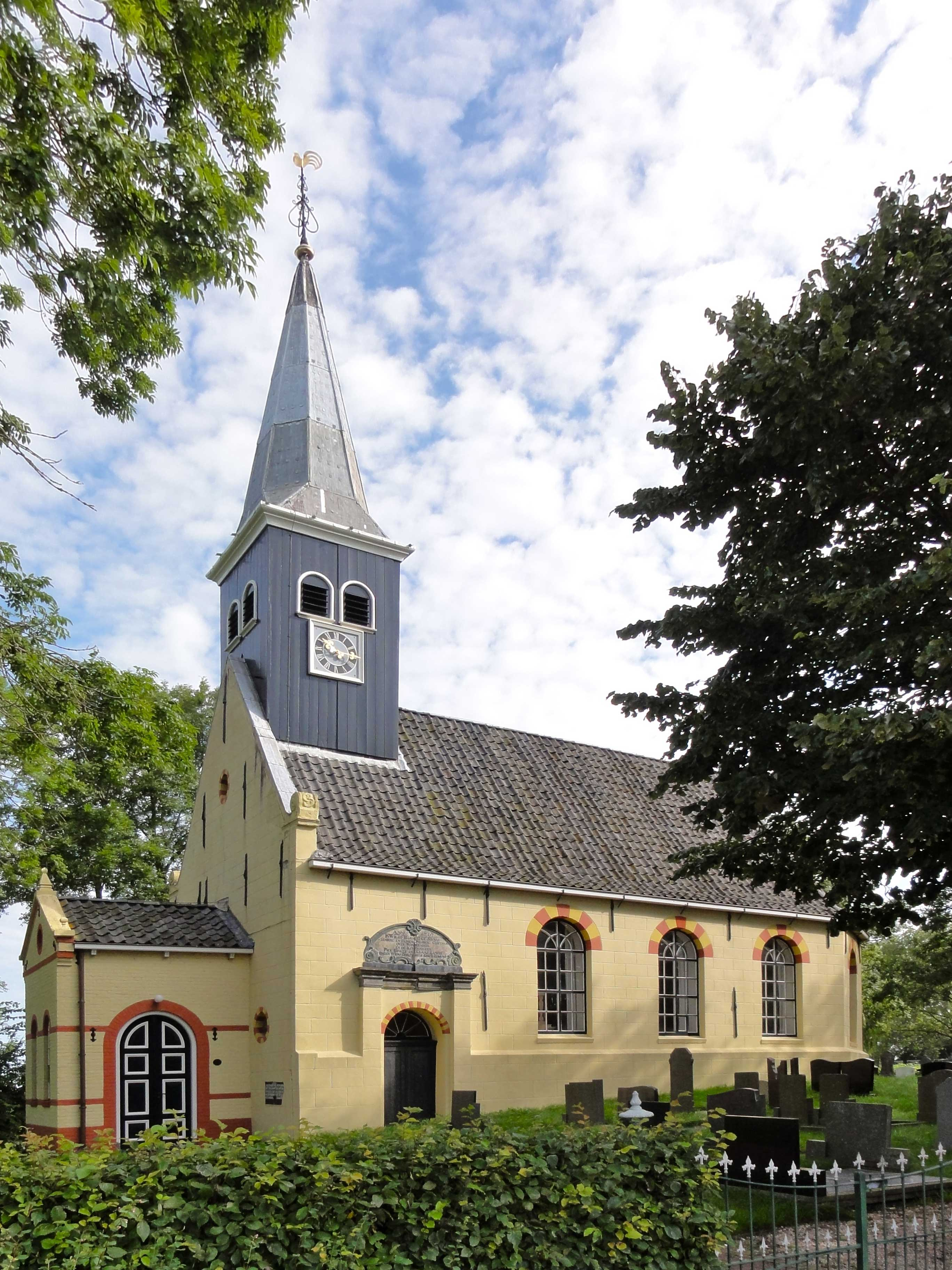
Kerk van Ferwoude

## Kerk
De veelkleurige kerk van Ferwoude heeft een geschiedenis die teruggaat tot de 13e eeuw. Het verhaal gaat dat delen van het oorspronkelijke, tufstenen gebouw in 1762 zijn afgebroken om te worden verkocht aan de cementindustrie in Makkum. Vijf jaar later werd de kerk herbouwd en in de 19e eeuw werd de kerk nog eens grondig vernieuwd.

## Sport
Het dorp heeft een kaatsvereniging genaamd 'KV Trije Yn Ien' en een biljartclub

## Cultuur
Ferwoude kent een zangvereniging en een toneelvereniging. Dorpshuis 'De Djippert' werd in 2017 gesloten.
De timmerwerkplaats van Inne Rinkes Veenstra is te bezichtigen. Naast zijn timmerwerk had Veenstra grote interesse voor sterrenkunde en alternatieve geneeswijzen. De werkplaats is gevestigd in een voormalige boerderij die is aangemerkt als rijksmonument, hij werd na een renovatie in 2018 heropend.

## Onderwijs
Het dorp had al voor 1800 een school. De basisschool heette de De Finne, ze fuseerde in 1991 met de school van Gaast, die bij gebrek aan leerlingen werd opgeheven. De Finne zelf sloot na het schoolseizoen 2015-16 de deuren vanwege hetzelfde probleem.

## Geboren in Ferwoude
- Ruurd Klazes Okma (1839-1915), veehouder en politicus

## Externe link

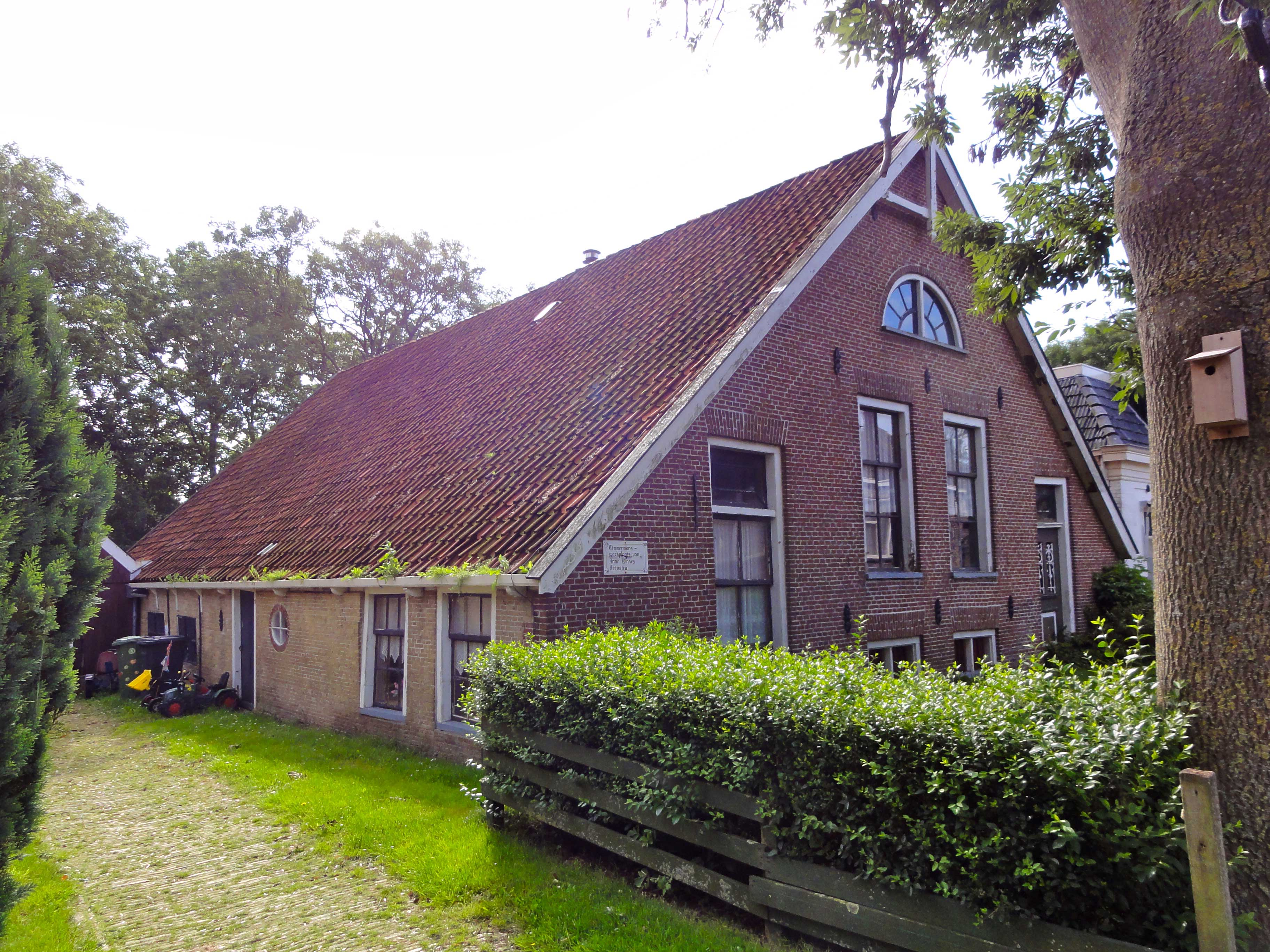
De timmerwerkplaats